# Targa Florio 1936

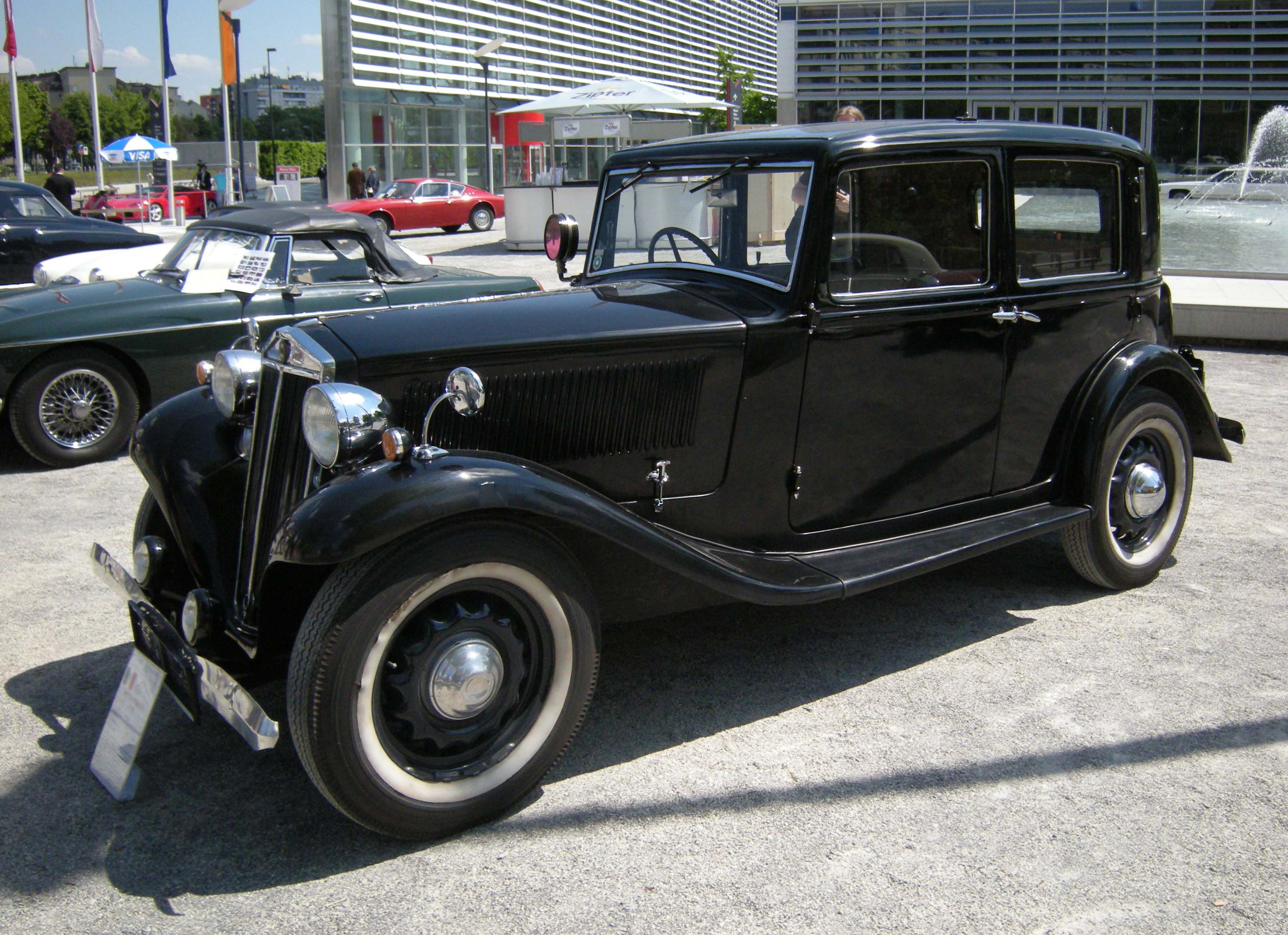
Auf einem Lancia Augusta gewann Costantino Magistri die Targa Florio 1936

Die 27. Targa Florio, auch XXVII Targa Florio, war ein Straßenrennen auf Sizilien und fand am 20. Dezember 1936 statt.

## Das Rennen
Die Targa Florio 1936 kann als Beispiel dafür dienen, wie durch persönliche Eitelkeiten, fehlendes Fachwissen und eine Fülle von Fehlentscheidungen aus einem renommierten Rennen eine unbedeutende Provinzveranstaltung werden kann. Der vom Vorstand des in Palermo ansässigen Sicilian Automobile Club erzwungene Rückzug des Targa-Florio-Gründers Vincenzo Florio wirkte sich drastisch aus. Florio hatte neben seinen ausgezeichneten Beziehungen zur sizilianischen Politik viele Freunde im internationalen Motorsport. Immer wieder gelang es ihm – vor allem in den 1920er-Jahren – für erstklassige Starterfelder zu sorgen. Die Mitglieder des neuen Organisationskomitees hatten weder das eine noch das andere. Bis 1935 waren bei der Targa sowohl Monopostos als auch Sportwagen startberechtigt. Nach dem Auslaufen dieser Veranstaltungssonderform versäumten es die neuen Organisatoren, zeitnah ein neues technisches und sportliches Reglement zu entwickeln, was zur Folge hatte, dass ein Renntermin im Frühjahr 1936 nicht zu halten war. Dem Sicilian Automobile Club fehlten auch die finanziellen Mittel, um ein nennenswertes Preisgeld auszuloben. 
Als der Sommer und der Herbst ohne ein Rennen verstrichen, schrieben Journalisten bereits vom Ende einer sizilianischen Institution. Ende des Jahres gelang es doch noch ein Rennen zu veranstalten, das neben dem bekannten Piccolo circuito delle Madonie und dem Veranstaltungsnamen wenig mit der klassischen Targa Florio gemein hatte. Die örtlichen Behörden willigten ein, am 20. Dezember – vier Tage vor dem Heiligen Abend – den Rundkurs für einige Stunden zu sperren, wodurch ein Rennen über zwei Runden möglich wurde. 
Startberechtigt waren nationale Tourenwagen mit Motoren bis zu 1,5 Liter Hubraum. Elf Fahrer meldeten ihre privaten Fahrzeuge, der bekannteste unter ihnen war neben Edoardo Teagno Costantino Magistri, der auf seinem Lancia Augusta nach einer Fahrzeit von 2:08:47,200 Stunden das Rennen gewann.

## Ergebnisse

### Schlussklassement
| 1           | Categoria Turismo Nazionale per 1.5 Litro | 6  | Costantino Magistri  | Costantino Magistri  | Lancia Augusta | 2:08:47,200 |
| 2           | Categoria Turismo Nazionale per 1.5 Litro | 14 | Salvatore di Pietro  | Salvatore di Pietro  | Lancia Augusta | 2:14:25,800 |
| 3           | Categoria Turismo Nazionale per 1.5 Litro | 8  | Luigi Galdio         | Luigi Gladio         | Lancia Augusta | 2:17:21,000 |
| 4           | Categoria Turismo Nazionale per 1.5 Litro | 26 | Bernardo Cammarata   | Bernardo Cammarata   | Lancia Augusta | 2:18:04,000 |
| 5           | Categoria Turismo Nazionale per 1.5 Litro | 10 | Romano Malaguti      | Romano Malaguti      | Fiat 1500      | 2:18:34,600 |
| 6           | Categoria Turismo Nazionale per 1.5 Litro | 22 | Renato Danese        | Renato Danese        | Fiat 1500      | 2:20:00,400 |
| 7           | Categoria Turismo Nazionale per 1.5 Litro | 12 | Oscar Ansaldi        | Oscar Ansaldi        | Lancia Augusta |             |
| 8           | Categoria Turismo Nazionale per 1.5 Litro | 18 | Sergio Matrascia     | Sergio Matrascia     | Bianchi S9     |             |
| 9           | Categoria Turismo Nazionale per 1.5 Litro | 4  | Francesco Sartarelli | Francesco Sartarelli | Fiat 514       |             |
| Ausgefallen |                                           |    |                      |                      |                |             |
| 10          | Categoria Turismo Nazionale per 1.5 Litro | 24 | Edoardo Teagno       | Edoardo Teagno       | Fiat 1500      |             |
| 11          | Categoria Turismo Nazionale per 1.5 Litro | 20 | Francesco Toia       | Francesco Toia       | Fiat 1500      |             |

### Nur in der Meldeliste
Zu diesem Rennen sind keine weiteren Meldungen bekannt.

### Klassensieger
| Klasse                                    | Fahrer              | Fahrzeug       | Platzierung im Gesamtklassement |
| ----------------------------------------- | ------------------- | -------------- | ------------------------------- |
| Categoria Turismo Nazionale per 1.5 Litro | Costantino Magistri | Lancia Augusta | Gesamtsieg                      |

### Renndaten
- Gemeldet: 11
- Gestartet: 11
- Gewertet: 9
- Rennklassen: 1
- Zuschauer: unbekannt
- Wetter am Renntag: trocken und kalt
- Streckenlänge: 72,000 km
- Fahrzeit des Siegerteams: 2:08:47,200 Stunden
- Gesamtrunden des Siegerteams: 2
- Gesamtdistanz des Siegerteams: 144,000 km
- Siegerschnitt: 67,088 km/h
- Schnellste Trainingszeit: unbekannt
- Schnellste Rennrunde: Costantino Magistri – Lancia Augusta (#6) – 1:04:17,600 = 67,192 km/h
- Rennserie: zählte zu keiner Rennserie